# Megaloremmius
Megaloremmius is een monotypisch geslacht van spinnen uit de  familie van de Sparassidae (jachtkrabspinnen).

## Soort
- Megaloremmius leo Simon, 1903